# Cukrárna

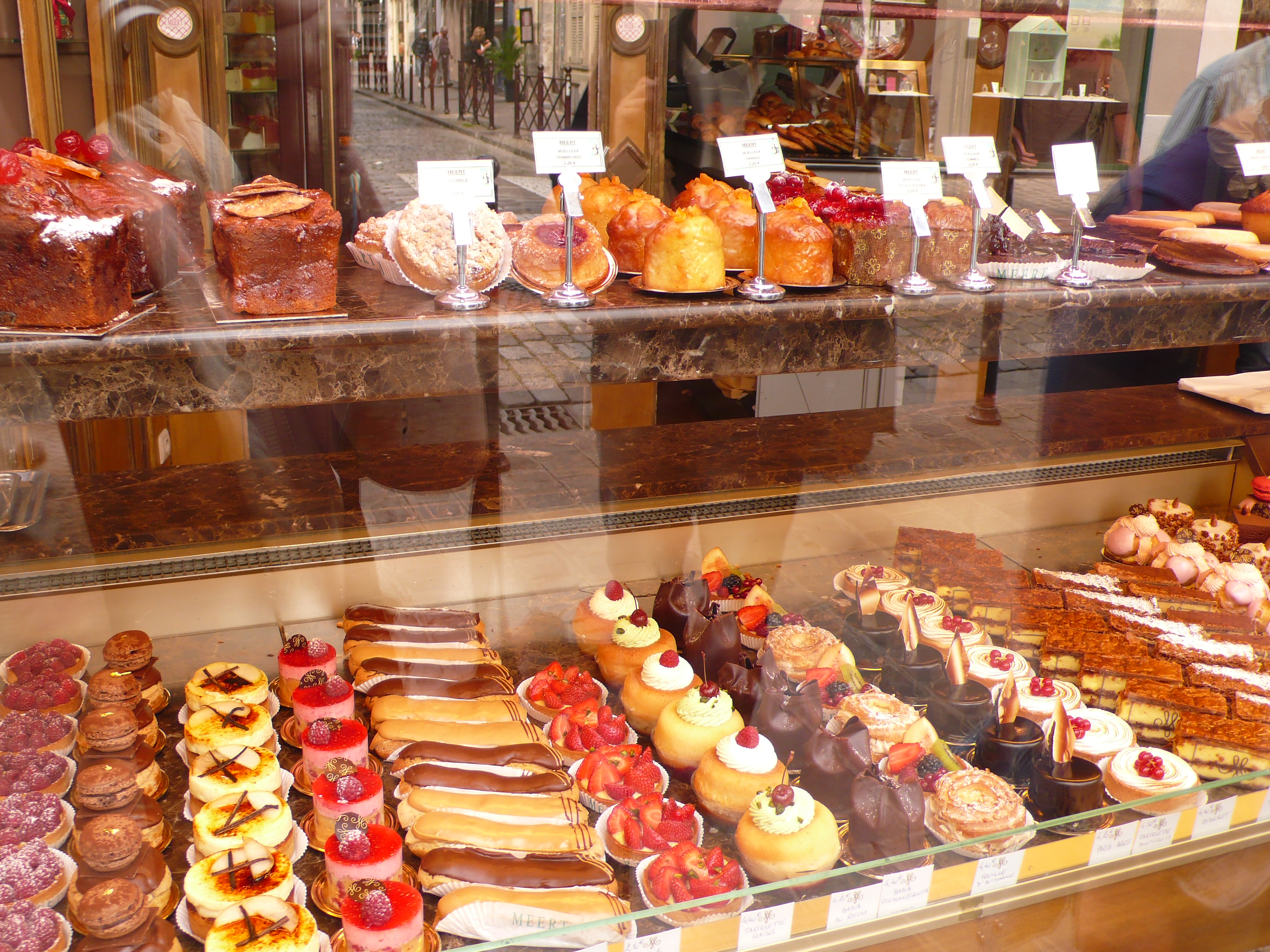
Cukrárna

Cukrárna je místo sloužící k maloobchodnímu prodeji a většinou také k přímé konzumaci zákusků, dortů a jiných sladkostí. Cukrárny bývají obvykle vybaveny stoly a židlemi, u kterých je možné si zákusek sníst a vypít si čaj, dát si kávu, čokoládu nebo limonádu. Zpravidla se zde prodávají též další sladkosti kupované častěji s sebou, například bonbóny, bonboniéry a jiné drobné sladké pochutiny, tabulková a jiná kusová čokoláda atd.
Cukrárny bývají někdy součástí pekárenských prodejen, kde se prodává sladké i jiné pečivo. Většina cukráren prodává i mražené sladkosti a zmrzlinu, zejména v letní sezóně. V posledních letech roste hodně i obliba točené zmrzliny, která je do cukrárenského sortimentu zařazována čím dál častěji. Mnohdy bývají cukrárny kombinované s lahůdkářstvím či jiným typem občerstvení. Cukrářské sekce či sortiment mají i některé restaurace, jídelny, supermarkety atd.